# سیمونی
سیمونی (پرتغالی برزیلی: Simone؛ زادهٔ ۲۵ دسامبر ۱۹۴۹) موسیقی‌دان، خواننده و تهیه‌کننده موسیقی اهل برزیل است. وی از سال ۱۹۷۳ میلادی تاکنون مشغول فعالیت بوده‌است و بیش از ۳۰ آلبوم موسیقی منتشر کرده‌است. کوئینسی جونز او را «یکی از بزرگ‌ترین خوانندگان جهان» نامید. علاوه بر جونز، برد ملداو او را با «سارا وان» و «داینا واشینگتن» مقایسه کرده و به «هویت قوی، شور و شوق و متانت» او اشاره می‌کند. خولیو ایگلسیاس نیز او را یکی از خوانندگان محبوب برزیلی خود نامید.
از ترانه‌های او در سریال‌های تلویزیونی از روح و تن و دونا فلور و دو شوهرش استفاده شده‌است.